# Eleanor Holm
Pour les articles homonymes, voir Holm.
Eleanor G. Holm, née le 6 décembre 1913 à New York (New York) et morte le 31 janvier 2004 à Miami (Floride), est une nageuse américaine. Elle a notamment remporté la médaille d'or du 100 mètres dos au cours des Jeux olympiques de 1932, à Los Angeles, en établissant à cette occasion un nouveau record du monde. Championne olympique en titre lorsqu'elle part participer aux Jeux olympiques de 1936 à Berlin, elle est toutefois exclue par le Comité olympique des États-Unis — dirigé par Avery Brundage — en arrivant en Allemagne, pour ne pas avoir respecté le couvre-feu et avoir bu de l'alcool au cours du voyage les menant sur le lieu de la compétition.
Elle poursuit une brève carrière dans le cinéma, qu'elle a commencée au début des années 1930. Elle joue entre autres dans le film La revanche de Tarzan, sorti en 1938, aux côtés de Glenn Morris, un décathlonien lui aussi champion olympique.
Vers les années 1950, elle s'éloigne totalement du monde médiatique et devient décoratrice d'intérieur après s'être installée en Floride. Elle reçoit par la suite plusieurs distinctions pour honorer ses résultats en natation accomplis avant la Seconde Guerre mondiale.

## Biographie

### Enfance
Eleanor Holm est née le 6 décembre 1913 dans l'arrondissement de Brooklyn, à New York. Son père est officier du Fire Department of the City of New York. Elle commence à pratiquer la natation dans la piscine qui se situe à côté de la maison secondaire de ses parents, à Long Beach.

### Carrière sportive

#### Records (1928-1932)

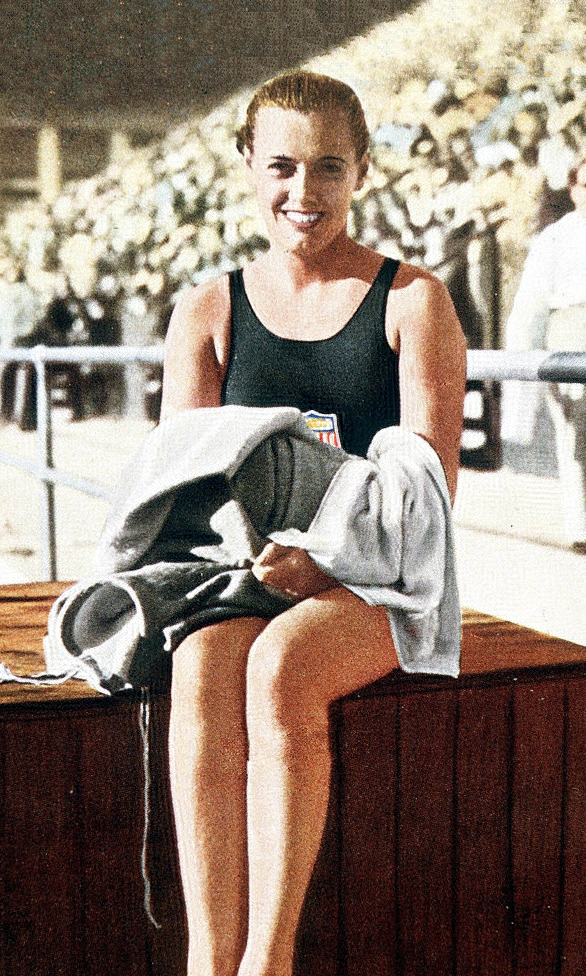
Eleanor Holm remporte la médaille d'or du 100 mètres dos aux Jeux olympiques de Los Angeles, en 1932.

Aux Jeux olympiques d'été de 1928 à Amsterdam, l'Américaine alors âgée de 14 ans termine cinquième de la finale du 100 mètres dos. Quatre ans plus tard, elle est sacrée championne olympique du 100 mètres dos aux Jeux de Los Angeles, réalisant un temps de 1 min 19 s 4. Elle reçoit un WAMPAS Baby Stars en 1932, un titre décerné à de jeunes actrices supposées devenir de grandes vedettes. Elle se marie avec Art Jarrett (en) en septembre 1933. Ils divorcent en 1939.

#### Jeux olympiques de Berlin
Eleanor Holm fait partie de la délégation américaine des Jeux olympiques d'été de 1936 à Berlin en tant que championne olympique en titre. Mais elle est suspendue par le Comité olympique américain, avec à sa tête Avery Brundage, pour son comportement lors du trajet en bateau vers l'Europe ; elle est en effet surprise buvant du champagne avec des officiels. Le motif de son exclusion indique également qu'elle n'a pas respecté le couvre-feu imposés aux sportifs,. Des rumeurs affirment aussi qu'elle aurait assisté à une fête en compagnie de Charles MacArthur. Eleanor Holm reste cependant à Berlin en tant que journaliste. Par la suite, Holm qualifie Brundage d'« hypocrite ». Elle sera remplacée par Alice Bridges.

### Carrière d'actrice
À son retour de Berlin, elle passe professionnelle et se lance dans la carrière d'actrice ; elle joue un rôle dans le film hollywoodien La revanche de Tarzan (1938), produit par 20th Century Fox, dans lequel joue aussi le décathlonien Glenn Morris,.

### Mort
Elle meurt le 31 janvier 2004 dans sa maison de Miami des suites d'une néphropathie, à l'âge de 90 ans,.

## Palmarès

### Palmarès international
| Date | Compétition     | Lieu        | Résultat | Discipline | Temps        |
| ---- | --------------- | ----------- | -------- | ---------- | ------------ |
| 1932 | Jeux olympiques | Los Angeles | 1re      | 100 m dos  | 1 min 19 s 4 |

### Palmarès national
- 20 championnats nationaux[B 5].

## Distinctions
En raison de sa carrière sportive et de ses records des années 1930 sur les 100 et 200 mètres dos, elle entre à l'International Swimming Hall of Fame en 1966, puis à l'International Women's Sports Hall of Fame en 1980.